# Karl Gossel
Karl Gossel (né le 1er juillet 1892 à Mühlhausen et mort le 24 août 1966 à Melle) est un homme politique allemand de la CDU.

## Biographie
Après avoir obtenu son diplôme d'études secondaires en 1911, Gossel étudie le droit et les sciences politiques à l'Université Empereur Guillaume de Strasbourg, à l'Université George-Auguste de Göttingen et à l'Université Frédéric de Halle. Il devient membre du Corps Borussia Halle (1913) et du Corps Suevia Strasbourg à Marbourg (1925). L'étude est interrompue par des affectations en tant que soldat pendant la Première Guerre mondiale. En 1919, il commence sa formation d'officier administratif à Francfort-sur-l'Oder, après quoi il devient membre du gouvernement à Harbourg en 1923. En 1925, il rejoint le ministère des Finances de Prusse à Berlin en tant que conseiller financier. De 1928 à 1934, il est conseiller de l'arrondissement de Melle (de), puis rejoint le ministère des Finances du Reich. Il était membre de la loge maçonnique Johannisloge,  NS-Rechtswahrerbund, NS-Altherrenbund, Oberscharführer, NS Kraftfahrerkorps (NSKK). Après une affectation en Pologne en 1939/40, il est responsable des tâches de guerre au ministère des Finances du Reich jusqu'à la fin de la guerre. Il organise également le traitement des travailleurs orientaux dans les Camps de concentration nazis, où l'extermination par le travail était à l'ordre du jour,,. En 1948, il devient président du conseil de l'arrondissement de Melle. La même année, il reçoit le ruban du Corps Saxonia Francfort-sur-le-Main.

### Député
En tant que membre de la CDU de Basse-Saxe, Gossel est député du Bundestag de 1957 à 1965. Au Bundestag, il représente la circonscription parlementaire Diepholz - Nienburg I.

### Honneurs
- Membre d'honneur du Corps Borussia Halle